# هارفي إليس
هارفي إليس (بالإنجليزية: Harvey Ellis)‏ هو مهندس معماري أمريكي، ولد في 1852، وتوفي في 1904.

## وصلات خارجية
- هارفي إليس على موقع الموسوعة البريطانية (الإنجليزية)